# Xuân Lập (Đồng Nai)
Xuân Lập is een dorp (xã) in de Vietnamese gemeente (thị xã) Long Khánh. Long Khánh is na Biên Hòa de belangrijkste gemeente van de provincie Đồng Nai.